# NGC 4522
NGC 4522 är en stavgalax i stjärnbilden Jungfrun. Den tillhör Virgohopen. Den upptäcktes den 18 januari 1828 av John Herschel. 